# Moixiganga
La moixiganga (pronunciación en valenciano: /mo(j)ʃiɣaŋga/) es el nombre de una serie de danzas de torres humanas celebradas en las regiones españolas de la Comunidad Valenciana, Cataluña y Aragón, y que para muchos autores son el origen común de la muixeranga, de los castellers y del dance de Tauste, así como de otras celebraciones aragonesas similares. Las moixigangas mantienen los bailes, su altura no es tan elevada y buscan la vistosidad plástica y el sentido religioso.

## Origen
Aunque su origen es pagano, con el tiempo se fue integrando en las manifestaciones religiosas. Durante siglos estuvo muy presente en los pueblos valencianos. Consistiendo en la ejecución de diversos bailes, solía terminar con la formación de una torre humana no demasiado alta. Aparecía sobre todo al frente de los séquitos populares donde cada uno de los gremios ejecutaba un baile. La documentación más antigua que se ha conseguido es del siglo XV. La tradición se conserva actualmente en algunas poblaciones como Algemesí, La Alcudia, Ollería, Forcall o Peñíscola y recientemente se ha recuperado en la comarca Valenciana de la Safor. La más emblemática es la de muixeranga de Algemesí.

## Evolución
Según muchos estudiosos, las moixigangas son el origen de la muixeranga y de los castellers. Según estos estudios, los castells se originaron básicamente en el área de Tarragona-Reus-Valls y, con los años, perdieron los bailes y se centraron en conseguir torres cada vez más altas.
Los siglos XVII y XVIII fueron los de su máximo esplendor en los que la tradición estaba muy extendida por las comarcas valencianas. Así lo demuestra un documento del año 1798. El ayuntamiento de Sueca solicitaba a la Capitanía General permiso para celebrar la procesión de la Virgen de Sales. Este documento describe la fiesta como: "...delante de la procesión, a corto espacio de su Cruz, vayan dos o tres Danzas (...) con Torneos y Mojigangas, como se hace en essa Ciudad de Valencia y en la Processión del Corpus, en las de sus parroquias, en la procesión de Nuestra Señora del Carmen y en otras particulares...”.
La espectacularidad y el hecho de integrarse en un baile de calle al estilo de las danzas procesionales provocó que la tradición se exportara. Con el nombre de "baile de los valencianos" se integró en diversos séquitos de España. Aún se puede disfrutar en algunos lugares de las regiones de Aragón, País Vasco, Castilla, Cataluña o Extremadura.
Algunas de estas actuaciones han quedado documentadas. Así sabemos que en 1633, durante la visita a Tarragona de Felipe IV y de María Isabel de Borbón, actuó un Baile de valencianos dentro del séquito extraordinario en honor al monarca. También en 1673, un grupo de Sagunto participó en las fiestas del Corpus en Sevilla. Ya en el siglo XVIII se tienen noticias de que en el 1762, concretamente en Lérida, los "valencianos" actuaron en la colocación de la primera piedra de la nueva catedral y en 1774 participaron dos grupos en el Corpus de Granada. Más tarde, en 1822, otro grupo volvió a intervenir en la procesión del Corpus de Sevilla.
En la zona castellera del triángulo formado por Tarragona, Reus y Valls, empezaron a imitar a los valencianos a finales del siglo XVII. En el 1687 actuó en la ciudad de Tarragona el "baile de valencianos" de la población vecina de Brafim.
A lo largo del siglo XVIII, la tradición fue tomando forma. En 1706, en plena Guerra de Sucesión entre Felipe V y el Archiduque Carlos, este último visitó Tarragona y en su honor apareció extraordinariamente el séquito popular, como se solía hacer con los monarcas. En éste participó "un baile que llaman de los valencianos".
Tras la derrota de Almansa existen también documentos que hablan sobre representaciones autóctonas en el triángulo casteller los años 1712, 1721, 1724, 1725 y 1733, a pesar de las prohibiciones como la del letrado de Madrid Manuel Llorca Agulló: “... que se extermine el uso de los Castillos en los Vailes nombrados de Valencianos, y aún se prohiba absolutamente el uso de tales bayles. Fue al paso que por pura diversión honesta se permitió el establecimiento (en tiempos pasados) en este Principado y en Valencia el bayle vulgo de Valencianos para andar delante de las Procesiones...”. Se desconoce porqué Llorca, que fue alcalde mayor de Villafranca del Penedés entre 1728 y 1786, despreciaba a las torres humanas. 
En el siglo XIX y, en especial, después de 1836 fecha en la que se promulgó la ley que desmontaba los monopolios gremiales, la fiesta evoluciona. Mientras que en Cataluña muchas tradiciones se transforman, en la Comunidad Valenciana desaparecen. A partir de entonces la cultura castellera se ensancha y se extiende hasta el Alto Panadés. En el año 1857 aparece por primera vez la denominación "xiquets", en un principio como un eufemismo de "valencianos" pero también como definición de un nuevo concepto que está naciendo.

## La Moixiganga y el Museo Casteller de Cataluña
Derivado de los vínculos existentes entre esta representación y los actuales "castells", la Moixiganga está incluida en el discurso museográfico del Museo Casteller de Cataluña que se está construyendo en Valls. 
Se trata de un proyecto ideado hace más de 40 años cuando el vallense Pere Català Roca apuntó la necesidad de su creación. finalment, pero, en el año 2015 se inician las obras de construcción del edificio situado en el Barrio Antiguo de Valls. El edificio, obra del arquitecto catalán Dani Freixes Melero y su empresa Varis Arquitectes acogerá la museografía diseñada por la empresa del museógrafo Ignasi Cristià, ganador del concurso público. Así mismo, la empresa Lavinia Spurna Visual se encargará de los audiovisuales del Museo.
- "La Experiencia de los Castillos Humanos. Museo Casteller de Cataluña - Valls" en YouTube